# Sandro Alfaro
Sandro Alfaro Gamboa (San Carlos, 1 de febrero de 1971) es un exfutbolista costarricense. Se desempeñaba como defensa. Fue asistente técnico del uruguayo César Eduardo Méndez en el Herediano durante 2014.

## Trayectoria
Alfaro jugó solo en clubes nacionales, tales como el desaparecido Municipal Puntarenas, donde debutó en 1990. También lo hizo en San Carlos, Herediano, Alajuelense y Cartaginés. Además ganó cuatro títulos de liga con Alajuelense, entre 1999 y 2003. 

## Clubes
| Club                 | País       | Año         |
| -------------------- | ---------- | ----------- |
| Municipal Puntarenas | Costa Rica | 1990-1994   |
| San Carlos           | Costa Rica | 1994-1996   |
| Herediano            | Costa Rica | 1996-1999   |
| Alajuelense          | Costa Rica | 1999 - 2003 |
| Cartaginés           | Costa Rica | 2003-2004   |
| Municipal Puntarenas | Costa Rica | 2004        |

## Palmarés

### Títulos nacionales
| Título                         | Club            | País       | Año  |
| ------------------------------ | --------------- | ---------- | ---- |
| Primera División de Costa Rica | L.D Alajuelense | Costa Rica | 2000 |
| Primera División de Costa Rica | L.D Alajuelense | Costa Rica | 2001 |
| Primera División de Costa Rica | L.D Alajuelense | Costa Rica | 2002 |
| Primera División de Costa Rica | L.D Alajuelense | Costa Rica | 2003 |

### Títulos internacionales
| Título                       | Club                    | País       | Año  |
| ---------------------------- | ----------------------- | ---------- | ---- |
| Copa Centroamericana         | Selección de Costa Rica | Costa Rica | 1999 |
| Copa Interclubes de la Uncaf | L. D. Alajuelense       | Concacaf   | 2002 |

## Selección nacional
Alfaro hizo su debut con la Selección Nacional en 1991 durante un partido amistoso contra México. Disputando 27 partidos y anotando 1 gol. Jugó 5 partidos de eliminatorias mundialistas. Además jugó la Copa Uncaf 1999 y de la Copa América 1997.

### Goles con selección nacional
| Gol | Fecha                | Sede                                           | Oponente | Marcador | Resultado | Competencia |
| --- | -------------------- | ---------------------------------------------- | -------- | -------- | --------- | ----------- |
| 1.  | 2 de febrero de 2000 | Estadio Ricardo Saprissa, San José, Costa Rica | Chile    | 1 - 0    | 1 – 0     | Amistoso    |